# Journal of Investigative Dermatology
Das Journal of Investigative Dermatology, abgekürzt J. Invest. Dermatol., ist eine wissenschaftliche Fachzeitschrift, die von der Nature Publishing Group veröffentlicht wird. Die Zeitschrift ist das offizielle Publikationsorgan der Society for Investigative Dermatology und der European Society for Dermatological Research. Sie erscheint mit zwölf Ausgaben im Jahr und veröffentlicht Arbeiten aus der Dermatologie.
Der Impact Factor lag im Jahr 2014 bei 7,216. Nach der Statistik des ISI Web of Knowledge wird das Journal mit diesem Impact Factor in der Kategorie Dermatologie an erster Stelle von 62 Zeitschriften geführt.